# Marván as-Samáh
Marván as-Samáh (arabul: مروان الشماخ, francia nyelven: Marouane Chamakh; Tonneins, Franciaország, 1984. január 10. –) marokkói–francia kettős állampolgár labdarúgó, csatár.
Hivatásos labdarúgóként az FC Girondins de Bordeaux csapatában mutatkozott be a 2002–03-as szezonban. 2007-ben megnyerte a francia ligakupát, majd a 2008–09-es szezonban a francia bajnokságot és a francia ligakupát. 2010 májusában igazolt az angol Arsenal FC csapatához. Annak ellenére, hogy a francia utánpótlás-válogatottakba meghívót kapott, a marokkói nemzeti tizenegyét választotta.

## Pályafutása
Marokkói bevándorlók gyermekeként 1984. január 10-én született egy francia kisvárosban, Tonneins-ben. Nérac környékén nőtt fel, labdarúgó-pályafutását helyi serdülőcsapatban kezdte meg. 16 évesen figyelt fel rá a Girondins Bordeaux és kínált szerzősét.

### Girondins Bordeaux
2002-ben már a bordeaux-i együttes tartalékcsapatában szerepelt, majd 2003. január 19-én egy FC Metz elleni ligakupa mérkőzésen mutatkozott be a felnőtt csapatban. Első élvonalbeli bajnoki mérkőzését 2003. február 8-án játszotta az SC Bastia ellen.
Annak ellenére, hogy a francia utánpótlás válogatottól meghívót kapott, és az U19-es válogatottban pályára is lépett, a marokkói labdarúgó-válogatottat választotta. Az „Atlasz oroszlánjai” becenévvel illetett észak-afrikai válogatottban 2003. június 8-án, egy Sierra Leone elleni ANK-selejtező mérkőzésen öltötte magára először a nemzeti mezt.
Első kiemelkedő eredményét is a válogatottal érte el, mikor 2004 januárjában bejutottak az afrikai nemzetek kupája döntőjébe.
2007-ben francia ligakupa-, 2008-ban pedig franciakupa-győzelmet ünnepelhetett, majd 2009-ben 39 mérkőzésen szerzett 13 találatával járult hozzá a Girondins nemzeti triplázásához, azaz mind a bajnoki, mind a franciakupa-, mind a francia ligakupa-győzelmet bezsebelte.

### Arsenal
2010. július 1-jén ingyen érkezett az Arsenalhoz, ahol a 29-es mezszámot kapta. Július 17-én a Barnet elleni edzőmérkőzésen debütált a csapatban csereként, majd az első gólját is megszerezte az SC Neusiedl elleni tét nélküli mérkőzésen. Az Arsenal által szervezett Emirates-kupán is betalált az AC Milan ellen. 
Első tétmérkőzése a Liverpool elleni augusztus 15-i mérkőzés, ahol az ő közreműködésével egyenlített az Arsenal (Reina öngólja hivatalosan). Ezek után betalált még a Blackpool, Braga, Bolton, Partizan, Sahtar, és a Wolverhampton kapujába! Utóbbi gólja lett az Arsenal legkoraibb gólja a klub történetében, csak 37 másodperc kellett a középkezdés után a találatához!
Betalált a városi rivális Tottenham kapujába is, majd az Aston Villa ellen is. Ez után főként csak csereként vetette be Arsène Wenger. Meg is látszott a játékán, hiszen a kezdeti bomba formája lehanyatlott a tavasz folyamán. 2011. március 2-án vette be az ellenfél kapuját újra, a Leyton Orient elleni újrajátszott FA-kupa meccsen. 
A bajnokság hátralévő részében is epizódszerepet kapott csak a támadó.

### Crystal Palace
Az Arsenalban mellőzött támadót Ian Holloway a Crystal Palace-hoz csábította. Már a második mérkőzésén gólt szerzett a Stoke City elleni vesztes meccsen.

## Sikerei, díjai
Girondins Bordeaux
- Francia bajnok: 2009
- Franciakupa-győztes: 2008 és 2009
- Francia ligakupa-győztes: 2007 és 2009

## Statisztika
| Szezon    | Csapat                | Bajnoki | Bajnoki | Kupa | Kupa | Európai kupa | Európai kupa | Válogatott | Válogatott |
| Szezon    | Csapat                | M       | G       | M    | G    | M            | G            | M          | G          |
| --------- | --------------------- | ------- | ------- | ---- | ---- | ------------ | ------------ | ---------- | ---------- |
| 2002–2003 | Girondins de Bordeaux | 10      | 1       | 4    | 0    | 0            | 0            | 2          | 0          |
| 2003–2004 | Girondins de Bordeaux | 25      | 6       | 2    | 0    | 8            | 4            | 12         | 4          |
| 2004–2005 | Girondins de Bordeaux | 33      | 10      | 3    | 1    | 0            | 0            | 7          | 2          |
| 2005–2006 | Girondins de Bordeaux | 29      | 7       | 2    | 0    | 0            | 0            | 9          | 3          |
| 2006–2007 | Girondins de Bordeaux | 29      | 5       | 7    | 2    | 6            | 0            | 5          | 3          |
| 2007–2008 | Girondins de Bordeaux | 32      | 4       | 5    | 0    | 7            | 4            | 8          | 1          |
| 2008–2009 | Girondins de Bordeaux | 34      | 13      | 5    | 0    | 8            | 1            | 5          | 1          |

## Külső hivatkozások
- Adatlapja az lfp.fr-en (franciául)
- Statisztikái a footballdatabase.eu-n (angolul), (franciául), (spanyolul)